# Pastisz (muzyka)
Pastisz – w muzyce imitacja cudzego, a z reguły historycznego stylu, dokonywana z różnych pobudek. Zjawisko to zasadniczo wystąpiło w XX wieku. Autorem najbardziej znanych pastiszów był Fritz Kreisler. Przez wiele lat z wielkim powodzeniem wykonywał utwory skrzypcowe, których autorami mieli być kompozytorzy z przeszłości, tacy jak Gaetano Pugnani (Preludium i Allegro), Giuseppe Tartini (Wariacje) czy Antonio Vivaldi (koncert skrzypcowy). W 1935 roku Kreisler przyznał, że były to naśladownictwa, co wywołało ogromny skandal. Mimo to utwory pozostały w repertuarze. W polskiej muzyce jako autor pastiszy dał się poznać przede wszystkim Krzysztof Meyer. Skomponował Symfonię D-dur w stylu Mozarta, która miała być dowcipem na primaaprilisowy koncert w 1977 roku oraz dwie-trzecie opery Gracze rozpoczętej przez Szostakowicza (1981).
Istnieje też bardzo wiele utworów, które mają charakter pastiszy, gdyż powstawały jako ilustracja do słuchowisk radiowych bądź przedstawień teatralnych i z tego powodu naśladowały styl muzyki z epoki; na przykład Sonety miłosne Pierre Ronsarda, czyli 8 miniatur imitujących renesansowe preludia lutniowe, napisane w 1954 roku przez Witolda Lutosławskiego dla Polskiego Radia.